# Glòria Rognoni
Gloria Rognoni Planas (Barcelona, 27 de marzo de 1944-San Cugat del Vallés, 1 de agosto de 2025) fue una actriz, dramaturga, profesora y directora teatral española. Fue miembro de la compañía de teatro independiente Els Joglars desde prácticamente sus inicios, ya que el grupo surgió en 1962 y Rognoni se incorporó en 1963. En 1975 una caída durante el ensayo del espectáculo Alias Serrallonga, la dejó parapléjica de las extremidades inferiores. En 1978 regresó al teatro trabajando en la dirección del espectáculo Mori el Merma (1978), adaptación de Ubu rey de Alfred Jarry y en 1979 se incorporó a Els Joglars como ayudante de dirección con Albert Boadella hasta 1987. Desde su creación en 1997 dirigió la compañía de teatro social Femarec con intérpretes con diferentes capacidades psíquicas. En 2015 recibió el Premio Butaca Honorífica - Anna Lizaran de Teatro de Cataluña.

## Biografía
Gloria Rognoni nació en Barcelona en el seno de una familia de clase media. El abuelo paterno era de Viggiù, al norte de Italia, y era marmolista. El abuelo materno era pintor paisajista, Francesc Planes Doria.
En la Casa de Italia, Gloria tuvo su primer contacto con el teatro. En 1963 siguió un curso impartido por Albert Boadella y tras realizar una prueba se incorporó al recién creado grupo de teatro independiente Els Joglars que estaba en sus inicios. Allí, a los 19 años, comenzó su carrera como actriz haciendo mimo en papeles secundarios. El grupo se había creado en 1962 presentándose como grupo de mimo de la Agrupación Dramática de Barcelona. 
A partir de 1968, cuando Boadella decidió profesionalizar el grupo y elegir a quienes formarían parte de la compañía, Gloria fue una de las seis personas que quedaron en la compañía y asumió un papel más relevante, siendo considerada por la crítica teatral como "musa en la sombra" del teatro de Albert Boadella. La compañía quedó entonces conformada por Marta Català, Esperança Fontà, Enric Roig, Jaume Sorribas, Montserrat Torres, Enric Vidal, Albert Boadella quien además de dirigir era actor y la propia Rognoni.  Al igual que otros miembros de Joglars trabajó en los inicios de la Escola d'Estudis Nous de Teatre.
En 1975 deslumbrada por un foco durante una grabación de televisión, sufrió una caída desde una plataforma mientras ensayaba en espectáculo Alias Serrallonga que le provocó una lesión vertebral dejándola parapléjica de las extremidades inferiores, necesitando una silla de ruedas para sus desplazamientos. Con el cambio radical en su vida se planteó estudiar medicina; sin embargo, una propuesta de Teresa Calafell y Joan Baixas, fundadores de La Claca propició su regreso al mundo del teatro en 1978 con el montaje Mori el Merma (1978) obra que contó con la colaboración de Joan Miró.
Un año más tarde, en 1979 se reincorporó a Els Joglars, como ayudante de dirección de Albert Boadella en Laetius «Yo llegaba del terreno de la interpretación, veía el trabajo desde dentro y aportaba una visión más detallista que la de Boadella» explicó. Dejó el grupo en 1987. Ese mismo año participó con Teresa Calafell en el montaje Deliri (1987). Con Calafell realizó numerosas colaboraciones posteriores. Entre ellas participó en la inauguración oficial de los Juegos Paralímpicos de Barcelona donde recibió la Medalla/Diploma Barcelona 92.
A mediados de los años 80 empezó a dar clases de interpretación mientras continuaba con el reto de dirigir. Estuvo al frente de Deliri (1987), La guinda (1098) o Un dia, una vida (2000) interpretada por personas con diferentes capacidades.
También Trabajó con la pianista y compositora Mercè Capdevila.

## Compañía de teatro Femarec
Dirigió desde su creación en 1997 la compañía de Teatro Femarec, un grupo de teatro social formado por personas con discapacidades psíquicas o enfermedades mentales actuando  en España, Portugal, Italia e Inglaterra con una veintena de espectáculos. En 2008 estrenó en el teatro Poliorama "L'atzar" con el grupo de teatro social Murmuris. Los actores eran persona con diversidad psíquica y la producción corrió a cargo de Femarec. 
La trayectoria del grupo ha sido reconocida con la Mención de Honor de los Premios Ciutat de Barcelona 2004, Premio Ciutat de Sant Cugat 2007 y Premio Arlequín de la Federación de Teatro Amateur 2009.

## Obra

### Como actriz:
- 1963-1967 Els Joglars Primera época. Se incorpora en 1963[17]
- 1968: El diari.[18]
- 1970: El Joc.[19]
- 1971: Cruel ubris.[20]
- 1972: Mary d'Ous[21]
- 1974: Àlias Serrallonga (tiene un accidente durante la grabación de la obra para televisión)
- 1993: El gest producción del Centre Cultural Sant Cugat basada en una obra de Pierre Bourgeade, dirección de Guillermo Ayesa

### Como directora/ Ayudante de dirección
Con La Claca
- 1978: Mori el Merma codirectora con Joan Baixas[22][23]

Con Els Joglars como ayudante de dirección con Albert Boadella
- 1980: Laetius[25]
- 1981: Operació ubú.[26]
- 1981: Olympic Man Movement.[24]
- 1983: Teledeum.[27]
- 1984: Gabinete Libermann.[28]
- 1985: Virtuosos de Fontainebleau.[29]
- 1986: Visanteta de Favara.[30]

### Otros
- 1987: Deliri  Producción de la Compañía de Gloria Rognoni y Teresa Calafell
- 1998: La guinda dirección, obra de Maria Mercè Marçal y Teresa Calafell.[31]
- 1999: Els quatre elements, dirección artística con Teresa Calafell como directora escénica, basada en un poemario de Marta Pessarrodona. [32]
- 1990: Feliz acontecimiento dirección escénica con Guillermo Ayesa[33]

- 1992: Directora de las Ceremonias Paralímpicas de Barcelona'92.[34]
- 2007: Aixecant el vol. Directora[35]
- 2022: Una pedra a la sabata. Autoría: Perejaume y Joan Brossa Asesoramiento y dramaturgia. Producido por el Centre de les Arts Lliures[36]

### Con Femarec
Ha dirigido una decena de espectáculos con el grupo de teatro social Femarec
- 2001: Els tresors. Dirección de la obra de Josep Maria Benet i Jornet[37]
- 2002: Metamorfosi. Dirección. Textos de Schopenhauer; Robert Graves[38]

- 2008 L'atzar[39]
- 2010: Manual d'instruccions. Autoría y dirección escénica.[40]
- 2011 Okupes[41]

## Premios y reconocimientos
- 1992, Medalla Diploma Barcelona 92[4]
- 2004, Mención de Honor en los Premios Ciudad de Barcelona.
- 2007, Premio Ciutat de Sant Cugat
- 2009, Premio Arlequín de la Federación de Teatro Amateur
- 2015, Premio Butaca honorífico Anna Lizaran.[15]